# كواليسيون بلس
كواليسيون بلس هو تحالف دولي من المنظمات غير الحكومية المجتمعية التي تكافح الإيدز والتهاب الكبد الفيروسي. تم تأسسيه في عام 2008 والهدف منه هو تجميع خبرات الجمعيات الدولية المختلفة التي تكافح الإيدز. يقع مقره الرئيسي في بانتين (فرنسا).

## الأعضاء
في عام 2020 ضمت كواليسيون 16 عضو رئيسي، وهم:
- 4 أعضاء مؤسسين (جمعية آد في فرنسا، جمعية أليكس في المغرب، جمعية أركاد سيدا في مالي و COCQ-SIDA في كيبيك).[3][4]
- 9 أعضاء كاملي العضوية (ANCS في السنغال، ANSS في بوروندي، ARAS في رومانيا، GAT في البرتغال، مجموعة الإيدز بجنيف في سويسرا، IDH في بوليفيا، Kimirina في الإكوادور، PILS في موريشيوس و REVS في بوركينا فاسو).[5]
- 3 أعضاء مراقبين (مجلس الإيدز الماليزي في ماليزيا ، Fundación Huésped في الأرجنتين و 100٪ LIFE في أوكرانيا).[6][7][8]

## حقائق
1. تشارك كواليسيون بلس الآن في حوالي خمسين دولة مع حوالي مائة منظمة مجتمع مدني.
2. تم اعتماد كواليسيون بلس أيضًا في فرنسا من قبل لجنة الميثاق منذ عام 2016.[9]
3. في عام 2018، بمناسبة الذكرى العاشرة لتأسيس الائتلاف ، أنتج راديو فرنسا الدولي برنامجًا حول كواليسيون بلس.